# Temporada de tempestades na Europa de 2024-2025
A temporada de tempestades de vento e chuva na Europa de 2024-2025 é a décima (10ª) temporada de nomeação sazonal de tempestades de vento e chuva na Europa. Desde 2021 o grupo dos países do sudoeste da Europa nomeia também as tempestades de chuvas intensas e não só as que causam ventos fortes.  
A temporada teve início em 1º de setembro de 2024 e terminará em 31 de agosto de 2025.

## Contexto

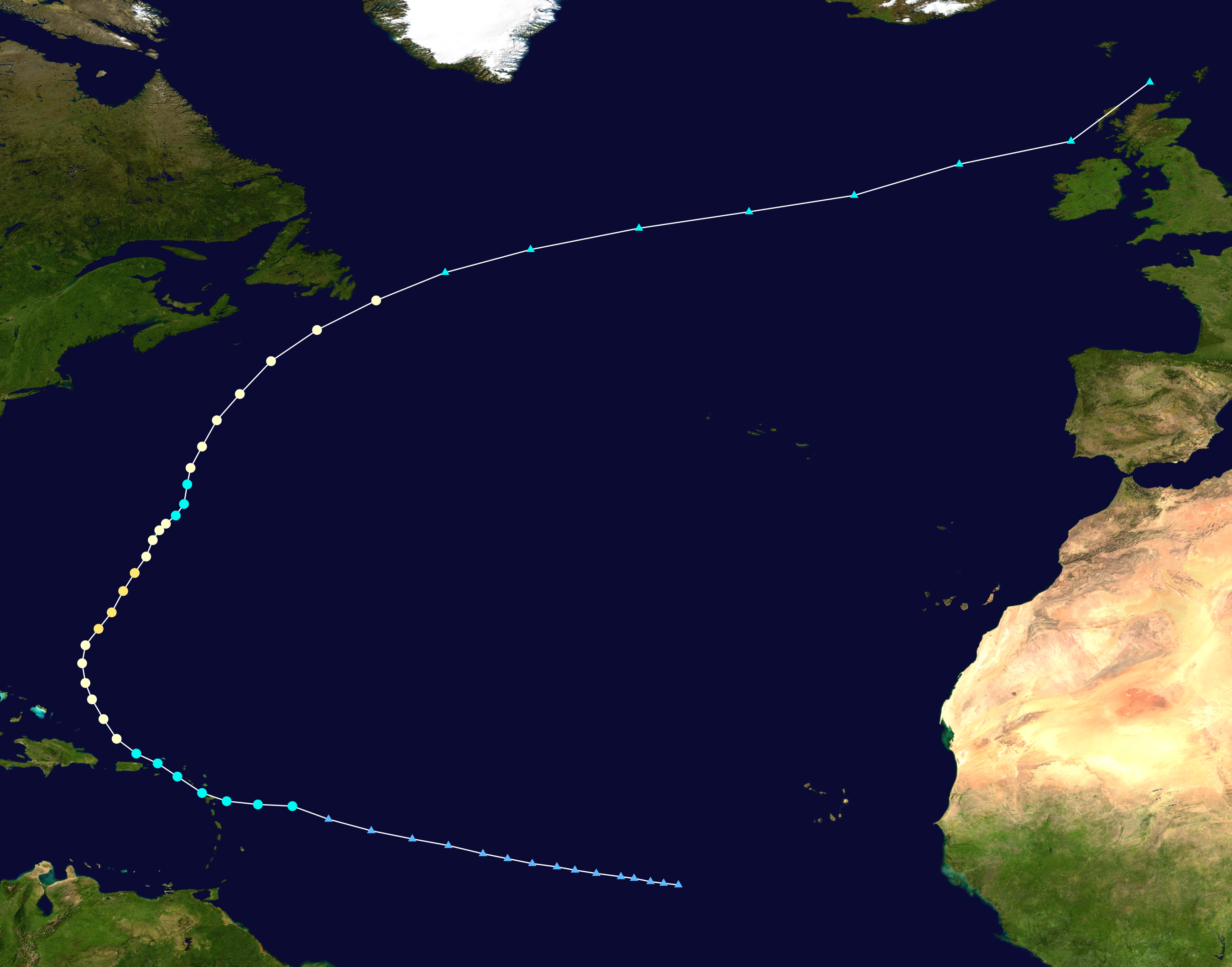
Os remanescentes do furacão Ernesto chegaram ao Noroeste da Europa

Em 2015 o Met Office e o Met Éireann anunciaram um projeto piloto de alerta de tempestades que chamaram "Name our Storms" (Nomeie Nossas Tempestades) para tempestades de vento e pediu sugestões ao público. Em 2023 o Met Office reforçou: "nomear tempestades ajuda a comunicar os riscos do mau tempo" para as pessoas.  Os escritórios meteorológicos produziram, então, listas de nomes para as temporadas de 2015–2016 e 2017–2018 que seriam usadas tanto no Reino Unido como na Irlanda e os Países Baixos aderiaram à iniciativa a partir de 2019.
Existem duas listas de nomes principais, uma dos países do Noroeste da Europa e outra dos países do Sudoeste, mas tempestades também são nomeadas em outros países (veja em "os grupos" abaixo).
Algumas das tempestades que chegam à Europa podem ter origem tropical, como o caso da tempestade tardia Lilian, que absorveu os restos do furacão Ernesto. Lilian foi nomeada em 22 de agosto de 2024, a mais tardia a ter sido nomeada pelos países do Noroeste.  

### Ciclones extratropicais
Estas tempestades costumam ser ciclones extratropicais, geralmente como depressão profundas (áreas profundas de baixa pressão). Em geral ciclones evoluem de uma área de baixa pressão para uma depressão (ventos de 35 a 65km/h), passando para tempestades (ventos de até 119 km/h) e ciclones propriamente ditos (ventos de 120km/h ou mais). Ao menos a Irlanda já registrou ventos com força de furacão em 2014, segundo o Met Éireann. 
Estas definições conforme a velocidade do vento, no entanto, variam de região para região em todo planeta. 
Apesar de serem ciclones as agências europeias chamam estes sistemas simplesmente de tempestades. 

## Os grupos
- Europa Ocidental: Irlanda, Reino Unido, Holanda
- Sudoeste da Europa: Portugal, Espanha, França, Bélgica, Luxemburgo
- Norte da Europa: Dinamarca, Noruega, Suécia
- Europa Central: Suíça, Alemanha, Áustria, República Tcheca, Polônia, Eslováquia, Hungria
- Mediterrâneo Central: Itália, Malta, Eslovênia, Croácia, Bósnia e Herzegovina, Montenegro, Macedônia do Norte
- Nordeste da Europa: Finlândia, Estónia, Letónia, Lituânia
- Europa Oriental: Sérvia, Roménia, Bulgária, Moldávia
- Mediterrâneo Oriental: Grécia, Chipre, Israel

## Nomenclatura
Existem duas listas de nomes principais, uma criada pelas agências meteorológicas nacionais do grupo Ocidental e outra pelo grupo de países do Sudoeste. Caso um ciclone tropical do Atlântico chegue ao oeste da Europa, ele manterá seu nome original, adicionado ao termo "ex-furacão (nome)". 
A nomeação se baseia na emissão de avisos, sendo as tempestades geralmente nomeadas se houver avisos laranjas ou vermelhos para ventos e chuvas.  
Em 2023,o grupo do Oeste passou a usar uma lista que intercala nomes masculinos e femininos, "para permitir a inclusão de alguns dos nomes submetidos mais populares", comunicou o Met Office então.  

### Países do Noroeste
| - Ashley - Bert - Conall - Darragh (pronuncia-se Da-ra ) - Éowyn - Floris - Gerben | - Hugo - Izzy - James - Kayleigh - Luís - Mavis - Naoise (pronuncia-se Neesha ) | - Otje - Papoula - Rafi - Sayuri - Tilly - Vivienne - Carriça |

### Países do Sudoeste (França, Espanha, Portugal, Bélgica, Luxemburgo)
| - Aitor - Berenice - Caetano - Doroteia - Enol - Floriane - Garoé | - Hermínia - Ivo - Jana - Conrado - Lourenço - Martinho - Núria | - Azeitona - Paulina - Rudiger - Salma - Timóteo - Vanda - Wolfgang |

### Mediterrâneo Central
| - Atenas - Bóris - Cassandra - Dionísio - Elena - Félix - Gabri | - João - Inês - Lucas - Moira - Nenu - Oana - Pino | - Rosa - Sírio - Tália - Uli - Vera - Zoran |

### Mediterrâneo Oriental
| - Alexandros - Bora - Coral - Dafne - Hermis - Frida - Gerásimos - Hemera | - Ido - Júlia - Kirinas - Lea - Marinos - Néstor - Ofek - Pelagia | - Qesem - Roni - Sólon - Tria - Uri - Valéria - Inhame - Zoé |

### Grupo Norte (Dinamarca, Noruega e Suécia)
Este grupo de nomenclatura, assim como a Universidade Livre de Berlim, não usa uma lista de nomes, mas nomeia tempestades que não receberam um nome de nenhum outro serviço meteorológico na Europa e que devem afetar a Dinamarca, a Noruega ou a Suécia. Apenas dois nomes foram atribuídos nesta temporada:
- Jakob:  pelo MET Noruega, em outubro de 2024
- Sif: pelo DMI da Dinamarca  em dezembro de 2024

## Tempestades

### Atena
A tempestade Atena foi o primeiro sistema nomeado da temporada, em 06 de setembro de 2024 pela agência italiana MeteoAM, do "Mediterrâneo Central". Causou fortes chuvas e inundações na Itália, particularmente na região da Puglia, e na Grécia, principalmente na região da Macedônia e Tessália, com fortes inundações em Rodes. Também afetou a Croácia,com graves inundações na região de Dubrovnik.  

### Boris (Anett)
Leia o artigo principal Tempestade Boris
A tempestade Boris se formou a partir de uma gota fria que se alimentou das águas quentes do Mediterrâneo e em 11 de setembro de 2024, a agência italiana MeteoAM atribui o nome Boris da lista de nomes do grupo "Mediterrâneo Central". No dia seguinte, 12 de setembro, em sua análise meteorológica, a agência alemã Deutscher Wetterdienst (DWD) deu o nome de Anett a esta depressão. Na Alemanha e nos países vizinhos foi este o nome usado. 
De 13 de setembro de 2024 o sistema de baixa pressão causou grandes inundações na Europa Central, afetando a Polônia, Romênia, Eslováquia, Áustria, República Tcheca e Alemanha, com uma média de 240 milímetros (9,5 pol ) de chuva caindo entre 12 e 15 de setembro, com picos de 350 milímetros (14,8 pol) em alguns locais da Áustria. Em 17 de setembro, a tempestade ainda estava ativa e o número de mortos era de 22. De acordo com um estudo da World Weather Attribution, as chuvas desta tempestade foram duas vezes mais fortes e 7% mais intensas devido ao aquecimento global.  

### Aitor (Constanze)
Uma depressão se formou sobre o Atlântico na manhã de 24 de setembro de 2024 no vale barométrico secundário ligado a outra tempestade e a agência espanhola AEMET a chamou Aitor, o primeiro nome da lista de nomes do grupo "Sudoeste da Europa". Movendo-se para o leste, graças a um intenso fluxo zonal no alto, intensificou-se de uma pressão central de 1004  hPa às 12:00 UTC do dia 24 para 984  hPa em  sua maturidade às 0:00  UTC  do dia 26 perto do sul das Ilhas Britânicas. Depois de passar ao sul da Irlanda e depois sobre a Inglaterra  a tempestade entrou no Mar do Norte. Na noite de 26 para 27, Aitor entrou na Península Escandinava, enchendo-se. A tempestade foi acompanhada por um forte suprimento de umidade ao longo de sua jornada sobre o Oceano Atlântico, favorecendo o acúmulo de precipitação.
Na Espanha houve precipitação demais de 140 mm na estação de Casas do Porto (A Coruña) no dia 25 e mais de 160 mm observados entre os dois dias em Beariz (Orense). As rajadas de vento mais notáveis foram observadas em altitudes elevadas, atingindo quase 150 km/h na estação de Mirador del Cable (Cantábria) no dia 25 e quase 130 km/h na estação de La Covatilla (Salamanca) no dia 26. 

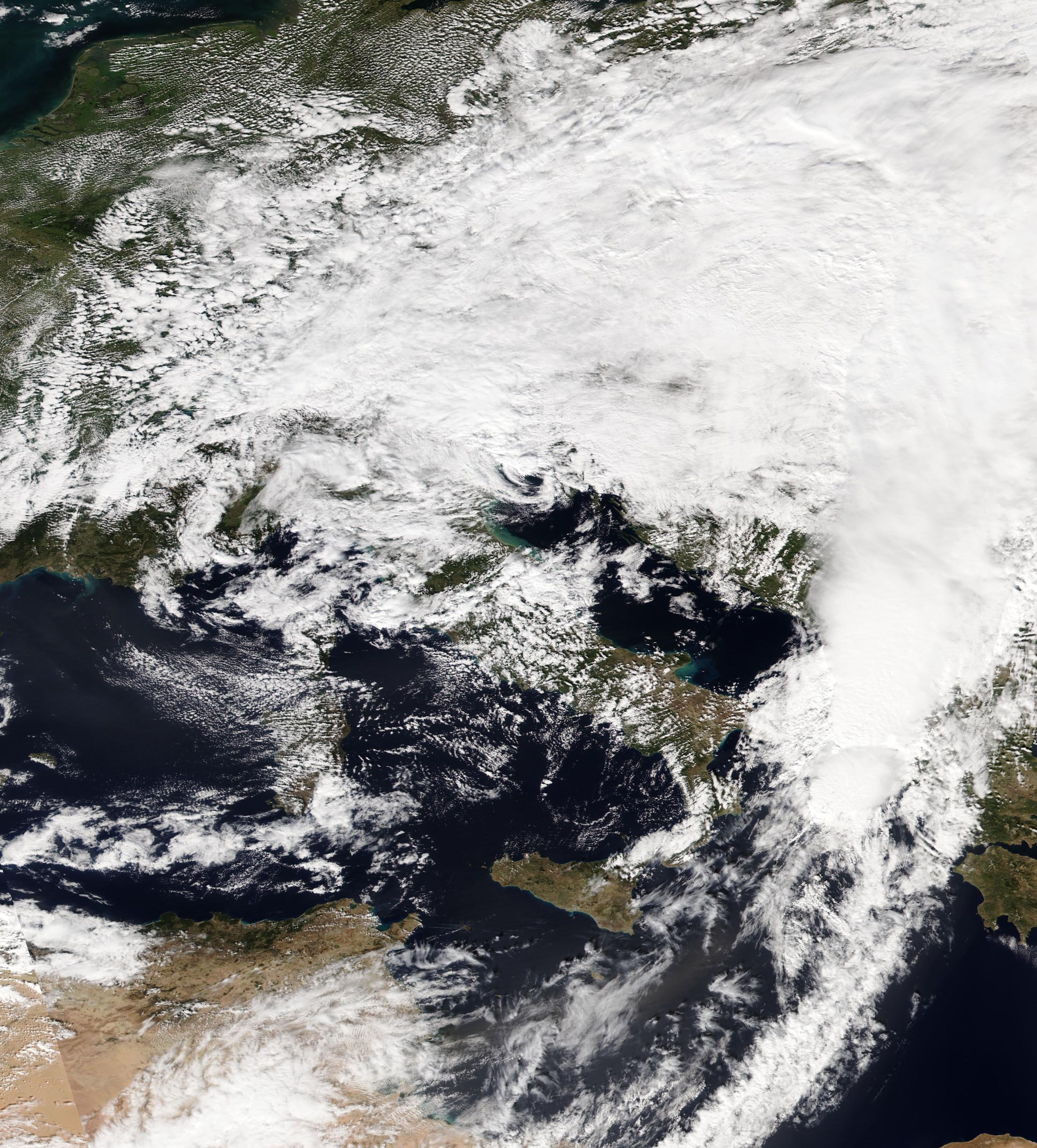
Cassandra

### Cassandra (Finny)
Em 2 de outubro de 2024, a agência montenegrina IHMS atribui o nome Cassandra da lista de nomes do grupo "Mediterrâneo Central". A tempestade atingiu a Grécia na sexta-feira, 4 de outubro de 2024, e avançou da noite para o sábado, afetando principalmente o Mar Jônico, o Épiro, o oeste da Grécia continental e o noroeste do Peloponeso. Um homem de 52 anos morreu em Lepeno, Etólia-Acarnânia, após ser arrastado pelas águas da enchente. Danos graves ocorreram em áreas como Agrinio e Rivio, incluindo porões inundados e motoristas presos, enquanto raios causaram cortes de energia em Corfu.

### Ex-furacão Kirk
O furacão Kirk, que atingiu a categoria 4 a oeste dos Açores, tornou-se uma tempestade extratropical ao passar ao norte das ilhas em 7 de outubro. Esperava-se que passasse bem ao norte do arquipélago em direção à França, enquanto enfraquecia lentamente. A depressão, embora enfraquecida, deveria cruzar o Golfo da Biscaia e depois passar pela França a caminho da Alemanha. Avisos amarelos a laranja para chuva e vento foram emitidos para o noroeste da Península Ibérica, oeste da França e Benelux.  
Na França, ventos fortes e, principalmente, chuvas torrenciais foram registrados em solos já encharcados. Várias dezenas de departamentos estavam em alerta laranja para chuva, da Vendée às Ardenas, nos dias 8 e 9 de outubro e um departamento, Seine-et-Marne, estava em alerta vermelho para inundações . A Météo-France relatou o equivalente a um mês ou mais de chuva em várias estações, incluindo 74  mm em Noirmoutier , 73  mm em Le Perray , 71  mm em Paris-Montsouris e 70  mm em Nantes. Rajadas violentas também foram relatadas, especialmente nos Pireneus e no centro-leste do país, com 211 km/h em Iraty a uma altitude de 1.427  m e 139  km/h em Villard-de-Lans a 1.027  m . Mais perto do nível do mar, rajadas próximas de 100  km/h foram relatadas, incluindo 121  km/h em Socoa e 113  km/h em Lyon - Bron. A chuva causou grandes inundações nos rios Grand Morin e Loir. De Pays-de-la-Loire à Normandia, Île -de-France e o leste da Picardia também sofreram inundações significativas. 
Em Portugal, o Instituto Português do Mar e da Atmosfera e a Proteção Civil, previu ventos de até 120  km/h, chuva forte e ondas altas, colocando o litoral em alerta amarelo. A tempestade atingiu com mais força o norte, onde a Proteção Civil relatou mais de 1.300 incidentes, três quartos deles por árvores caídas. No Porto, 400 árvores foram arrancadas, carros foram danificados e o tráfego ferroviário foi interrompido perto de Barcelos. A tempestade deixou mais de 300.000 casas sem energia, de acordo com o fornecedor de eletricidade do país.
Na Espanha, a AEMET emitiu um alerta laranja para o norte e noroeste do país, alertando para ventos de até 140  km/h na região das Astúrias. Na Galicia, no noroeste, estradas foram bloqueadas por deslizamentos de terra e árvores caídas em áreas urbanas. As fortes rajadas também causaram atrasos e cancelamentos de serviços ferroviários e aéreos, fechamentos de parques, desabamentos de telhados e danos causados por árvores caídas.

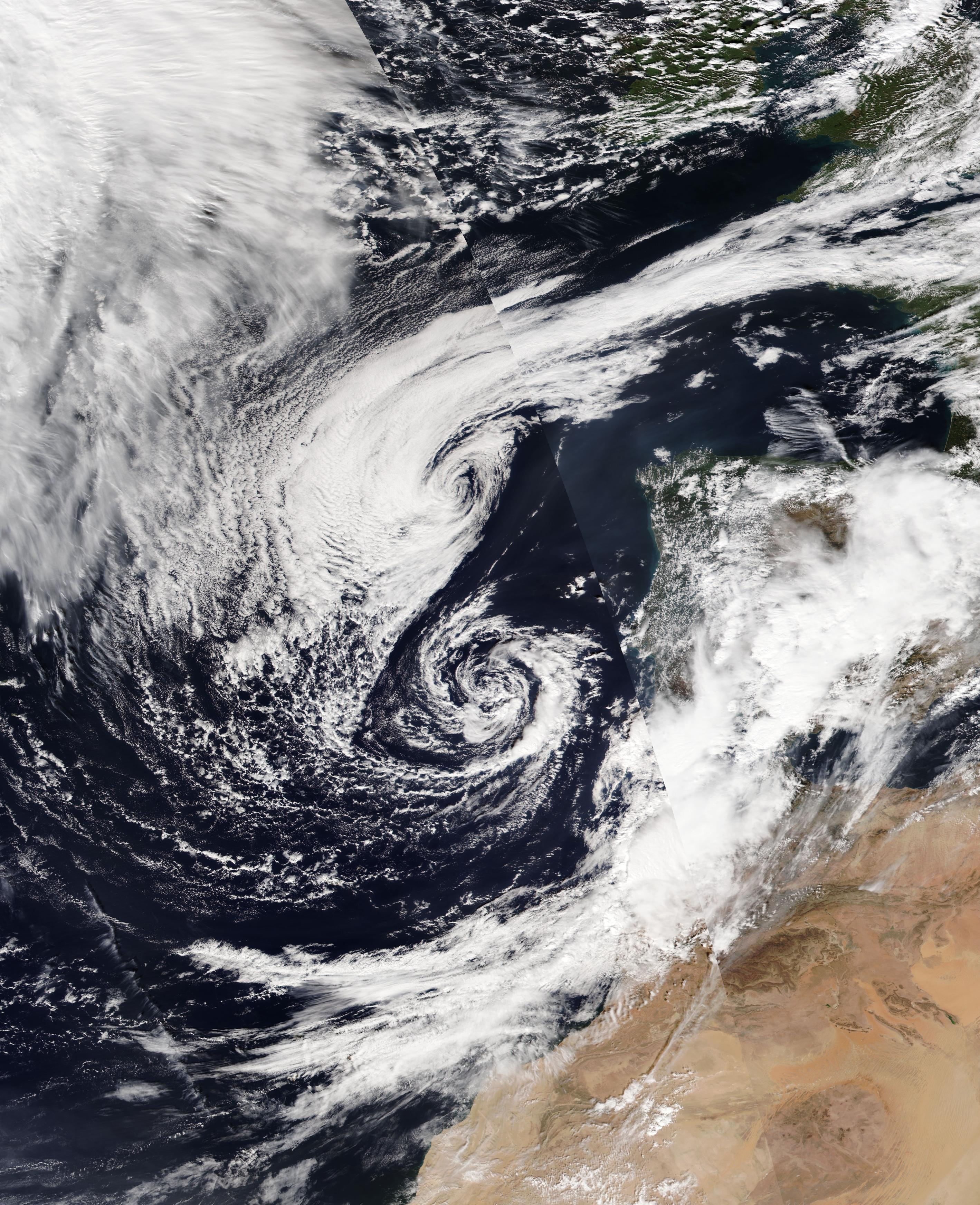
Berenice

### Berenice
Em 7 de outubro de 2024, uma depressão de superfície apareceu no Atlântico Norte ao largo da Nova Escócia. Uma depressão secundária formou-se num vale barométrico deste sistema a oeste da Península Ibérica, amplificada pela chegada à altitude de uma curta onda meteorológica vinda do noroeste. A11 de outubro a agência espanhola AEMET atribuiu-lhe o nome de Berenice, da lista de nomes do grupo "Sudoeste da Europa" . A sua pressão central, no entanto, nunca caiu abaixo dos 992 hPa enquanto se dirigia para o Golfo de Cádiz, acompanhada por uma advecção significativa de humidade. Berenice entrou numa fase de dissipação sobre o Golfo e no início da14 de outubro, o centro da tempestade praticamente desapareceu. 
Foram emitidos avisos para muitas partes do oeste da Espanha, bem como para a Andaluzia, devido a acumulações significativas de chuva de 12 horas. Quase 120 mm caíram  em Peraleda del Zaucejo ( província de Badajoz ), mais de 100 mm em Guadalcanal (província de Sevilha ) e Azuaga ( província de Badajoz ). Rajadas de cerca de 100  km/h foram observadas em Sierra Nevada e Pradollano (província de Granada). Trechos da rodovia A-7 entre Estepona e San Pedro Alcántara foram inundados devido às chuvas torrenciais que caíram no início da manhã 14 de outubro.  

### Ex-furacãoLeslie
O furacão Leslie , que atingiu a categoria 2, foi reclassificado em12 de outubro pelo NHC como uma tempestade extratropical  . Localizada a 1.600  km a oeste-sudoeste dos Açores , esta tempestade deslocava-se para nordeste e para este arquipélago enquanto enfraquecia  . O Serviço Meteorológico Português (IPMA) emitiu um alerta amarelo para chuva e vento. O sistema muito enfraquecido, mas trazendo muita humidade, dirigiu-se então para a Península Ibérica e França onde foram emitidos alertas amarelo a laranja para trovoadas.

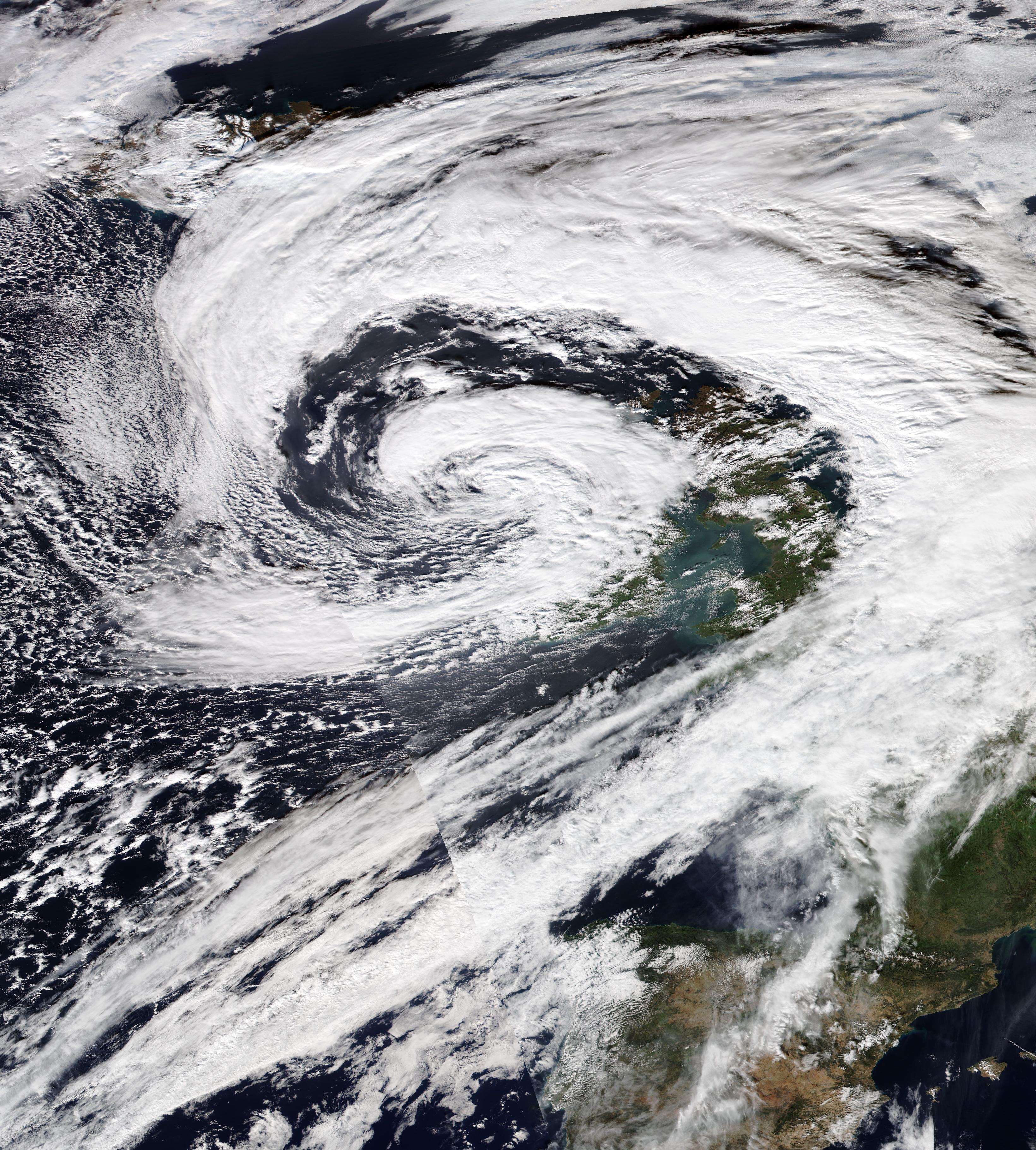
Ashley

### Ashley (Josefine)
Em 18 de outubro de 2024 quando o sistema era uma profunda área de baixa pressão a agência irlandesa Met Éireann do grupo Ocidental nomeou Ashley. Na Irlanda a tempestade provocou ventos de 100 km/h em Mace Head, Co Galway, e Belmullet, Co Mayo no início da tarde de 20 de outubro, mas ventos e chuvas também atingiram o nordeste do Reino Unido.
Houve restrições de viagens de trem e de avião na Escócia e ao menos quatro voos foram cancelados no Aeroporto de Aberdeen, oincluindo um com destino ao Aeroporto de Heathrow, em Londres. Na Inglaterra, os serviços da Northern entre Bolton e Blackburn foram bloqueados quando uma árvore caiu nos trilhos e houve 45 alertas de inundação,incluindo para a costa sul da Cornualha e grande parte do Rio Severn, que transbordou e alagou a cidade de Worcester. Um passageiro ferido foi resgatado de helicóptero de uma balsa entre Aberdeen e Orkney e um homem, uma mulher e um menino foram levados ao hospital após ficarem à deriva no mar na Praia de Aberdeen. Após atingir o Reino Unido, Ashley atingiu o oeste da Noruega, onde um alerta laranja estava em vigor para partes das regiões de Sognefjorden a Sunnmøre. 

### Jakob (Martina)

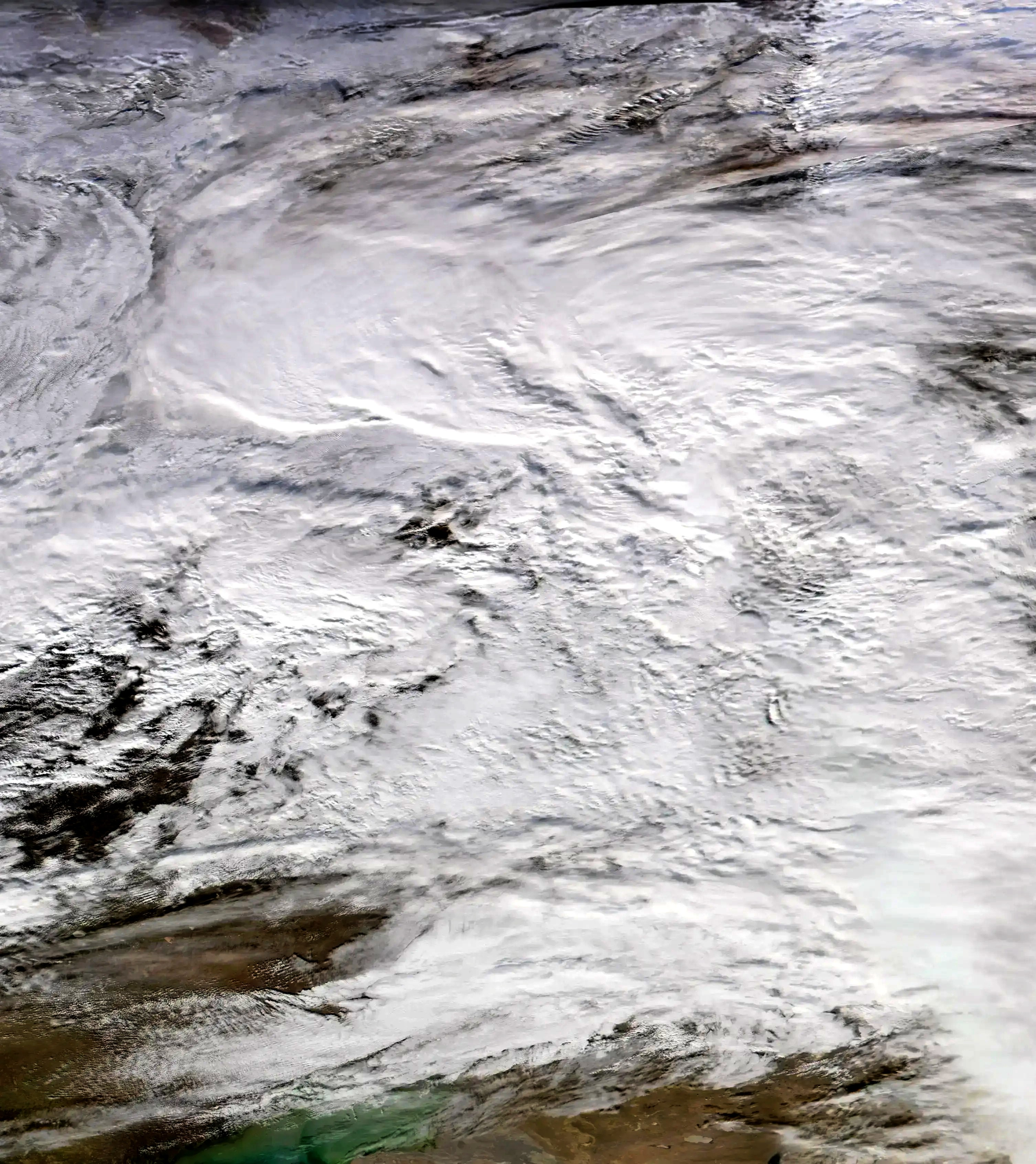
Jakob

A tempestade Jakob foi nomeada em 31 de outubro de 2024 pelo Instituto Meteorológico Norueguês e também foi nomeada Martina pela Universidade Livre de Berlim. Em preparação para a tempestade, os serviços de trem entre Oslo e Bergen, na Noruega, foram cancelados em 31 de outubro devido à possibilidade de inundações e deslizamentos de terra. Um alerta vermelho foi emitido para chuvas extremamente fortes em partes do oeste da Noruega e a mais fortes precipitações foram registradas em Gullfjellet (195,1 mm em 24 horas),  Opstveit (159,9 mm), Fossmark (154,6 mm) e Haukedal (150,5 mm). 
Na Suécia, alertas amarelos para ventos vigoraram para a costa do Skagerrak e Kattegat e nos países bálticos houve alertas semelhantes, com a  Lituânia, a Letônia e a Estônia emitindo avisos. 
Na Noruega várias viagens trem foram canceladas e uma estrada a leste de Bergen foi fechada após um deslizamento de terra. Na Suécia, os fortes ventos deixaram mais de 12.000 pessoas sem energia e levaram ao cancelamento de serviços de trem, ônibus e e de navegação. Na Suécia também houve suspensão de viagens de trem em Uddevalla, Strömstad, Nässjö, Vetlanda, Linköping, Kalmar, Linköping e Västervik e de navegação de pequenas embarcações, inclusive da balsa de Gotland. 

### Alexandros
O16 de novembro de 2024A agência grega SMNH/ ΕΜΥ atribui o nome Alexandros  , da lista de nomes do grupo "Mediterrâneo Oriental" .

### Caetano
O19 de novembro de 2024A agência espanhola AEMET atribui o nome Caetano  , da lista de nomes do grupo “Sudoeste da Europa” .

### Bert
O21 de novembro de 2024A agência irlandesa Met Éireann atribui o nome Bert  , da lista de nomes do grupo "Europa Ocidental" .

### Conall
O26 de novembro de 2024A agência holandesa KNMI atribui o nome Conall  da lista de nomes do grupo "Europa Ocidental" .

### Bora
O29 de novembro de 2024A agência grega SMNH/ EMY atribui o nome Bora  , da lista de nomes do grupo "Mediterrâneo Oriental" .

### Darrag
O5 de dezembro de 2024O Met Office britânico atribui o nome Darragh  , da lista de nomes do grupo "Europa Ocidental" .

### Dorothea
O14 de dezembro de 2024A agência espanhola AEMET atribui o nome Dorothea  ,  ,  , da lista de nomes do grupo "Sudoeste da Europa" .

### Sif
EmDezembro de 2024A agência dinamarquesa DMI atribui o nome Sif  ,  da sua lista secreta  ,  , alimentando assim os nomes das tempestades do grupo "Europa do Norte" .

### Dionísio
O19 de dezembro de 2024, a agência italiana MeteoAM atribui o nome Dionisio  ,  , da lista de nomes do grupo "Mediterrâneo Central" .

### Enol
Às 00:00  UTC de 20 de dezembro  de 2024, um sistema de baixa pressão, denominado Diana pela Universidade Livre de Berlim, estava se movendo para fora da Terra Nova. [55] Às 12:00 UTC  , o sistema de baixa pressão estava localizado ao  com  uma pressão central de 988 hPa .  Em 24 horas, a tempestade atingiu o norte da Escócia e seu centro se aprofundou para 964 hPa .  A agência francesa Météo-France atribuiu a ela o nome Enol.  da lista de nomes do grupo "Sudoeste da Europa" . Graças à presença de um poderoso anticiclone da Península Ibérica em direção aos Açores, um forte gradiente de pressão foi estabelecido sobre a Europa Ocidental, causando ventos fortes entre as duas entidades. Nas 24 horas seguintes, a tempestade continuou a mover-se mais lentamente para leste, terminando às  12:00 UTC do  dia 22 sobre o Mar do Norte , ao largo da Península Escandinava . Entrando na sua fase de enfraquecimento, a tempestade praticamente desapareceu sobre a Europa Central no dia   
Na Grã-Bretanha , rajadas de até 176  km/h (110 mph) foram registradas em Cairngorms , Terras Altas da Escócia , e 152  km/h (95 mph) foram registrados em Cairnwell Pass, também nesta região. Mais de 100 casas, principalmente na Escócia, sofreram cortes de energia; casas foram danificadas e árvores foram arrancadas, algumas bloqueando estradas .  O Aeroporto de Londres Heathrow cancelou cerca de 100 voos devido a ventos fortes, e uma rajada de 132  km/h (82 mph) foi registrada em South Uist nas Hébridas Exteriores e Kirkwall na Escócia . 
Na França, os ventos sopraram até 143  km/h em Gouville , no departamento de Manche, e na Suíça, Le Bouveret registrou rajadas de 98  km/h  . Enol também deu 20 a 50  cm de 900 m de altitude na maioria das cadeias de montanhas, atingindo 70 cm ou mais acima de 1.000  m  . Tempestades de neve foram até observadas.

### Elena
O23 de dezembro de 2024, a agência italiana MeteoAM atribui o nome Elena  ,  , da lista de nomes do grupo "Mediterrâneo Central" .

### Floriane
Uma depressão apareceu sobre o Atlântico tropical no final de 2024, movendo-se lentamente para nordeste .  A Universidade Livre de Berlim deu-lhe o nome de Bernd .3 de janeiro de 2025enquanto ela estava no meio do Atlântico Norte  . O5 de janeiro, o sistema estava ao norte dos Açores  . A agência francesa Météo-France atribuiu-lhe o nome de Floriane  ,  , da lista de nomes do grupo "Sudoeste da Europa" . Movendo-se para nordeste enquanto se aprofundava e às 12:00  UTC , o sistema tinha uma pressão central de 984  hPa e frentes bem desenvolvidas. Nas 24 horas seguintes, a tempestade continuou a aprofundar-se e atingiu o Mar do Norte com uma pressão de 964 hPa [   67  tempestade moveu-se então lentamente em direção à Península Escandinava e depois para sudeste numa fase de dissipação lenta. Dissipou-se perto da Dinamarca em9 de janeiro .
Em Espanha, foram observadas rajadas de até 166  km/h na estação Mirador del Cable ( Picos de Europa , Cantábria ) e 141  km/h em Valdezcaray ( La Rioja ), enquanto a precipitação se acumulou no oeste da Galiza e em áreas de soerguimento orográfico ocidental com mais de 100  mm observados no Pico del Águila ( Província de Ávila )  .
Na França, com a passagem da frente fria de Floriane , as rajadas atingiram 100 km/h com valores máximos de 111 km/h em Reims  . Os ventos causaram cortes de energia em dezenas de milhares de casas e interromperam o tráfego rodoviário e ferroviário, especialmente na costa atlântica e na Ilha de França  ,  . Na Bretanha, foram registradas acumulações significativas de chuva com um máximo de 61,1  mm em Brennilis ( Finistère ).

### Félix
Uma depressão apareceu sobre o Atlântico tropical no final de 2024, movendo-se lentamente para nordeste .  A Universidade Livre de Berlim deu-lhe o nome de Bernd .3 de janeiro de 2025enquanto ela estava no meio do Atlântico Norte  . O5 de janeiro, o sistema estava ao norte dos Açores  . A agência francesa Météo-France atribuiu-lhe o nome de Floriane  ,  , da lista de nomes do grupo "Sudoeste da Europa" . Movendo-se para nordeste enquanto se aprofundava e às 12:00  UTC , o sistema tinha uma pressão central de 984  hPa e frentes bem desenvolvidas. Nas 24 horas seguintes, a tempestade continuou a aprofundar-se e atingiu o Mar do Norte com uma pressão de 964 hPa [   67  tempestade moveu-se então lentamente em direção à Península Escandinava e depois para sudeste numa fase de dissipação lenta. Dissipou-se perto da Dinamarca em9 de janeiro .
Em Espanha, foram observadas rajadas de até 166  km/h na estação Mirador del Cable ( Picos de Europa , Cantábria ) e 141  km/h em Valdezcaray ( La Rioja ), enquanto a precipitação se acumulou no oeste da Galiza e em áreas de soerguimento orográfico ocidental com mais de 100  mm observados no Pico del Águila ( Província de Ávila )  .
Na França, com a passagem da frente fria de Floriane , as rajadas atingiram 100 km/h com valores máximos de 111 km/h em Reims  . Os ventos causaram cortes de energia em dezenas de milhares de casas e interromperam o tráfego rodoviário e ferroviário, especialmente na costa atlântica e na Ilha de França  ,  . Na Bretanha, foram registradas acumulações significativas de chuva com um máximo de 61,1  mm em Brennilis ( Finistère )  .   

### Gabri
O16 de janeiro de 2025, a agência italiana MeteoAM atribui o nome Gabri  ,  , da lista de nomes do grupo "Mediterrâneo Central" .

### Garoe
O17 de janeiro de 2025A agência portuguesa IPMA atribui o nome Garoe  ,  ,  , da lista de nomes do grupo “Sudoeste Europeu” .

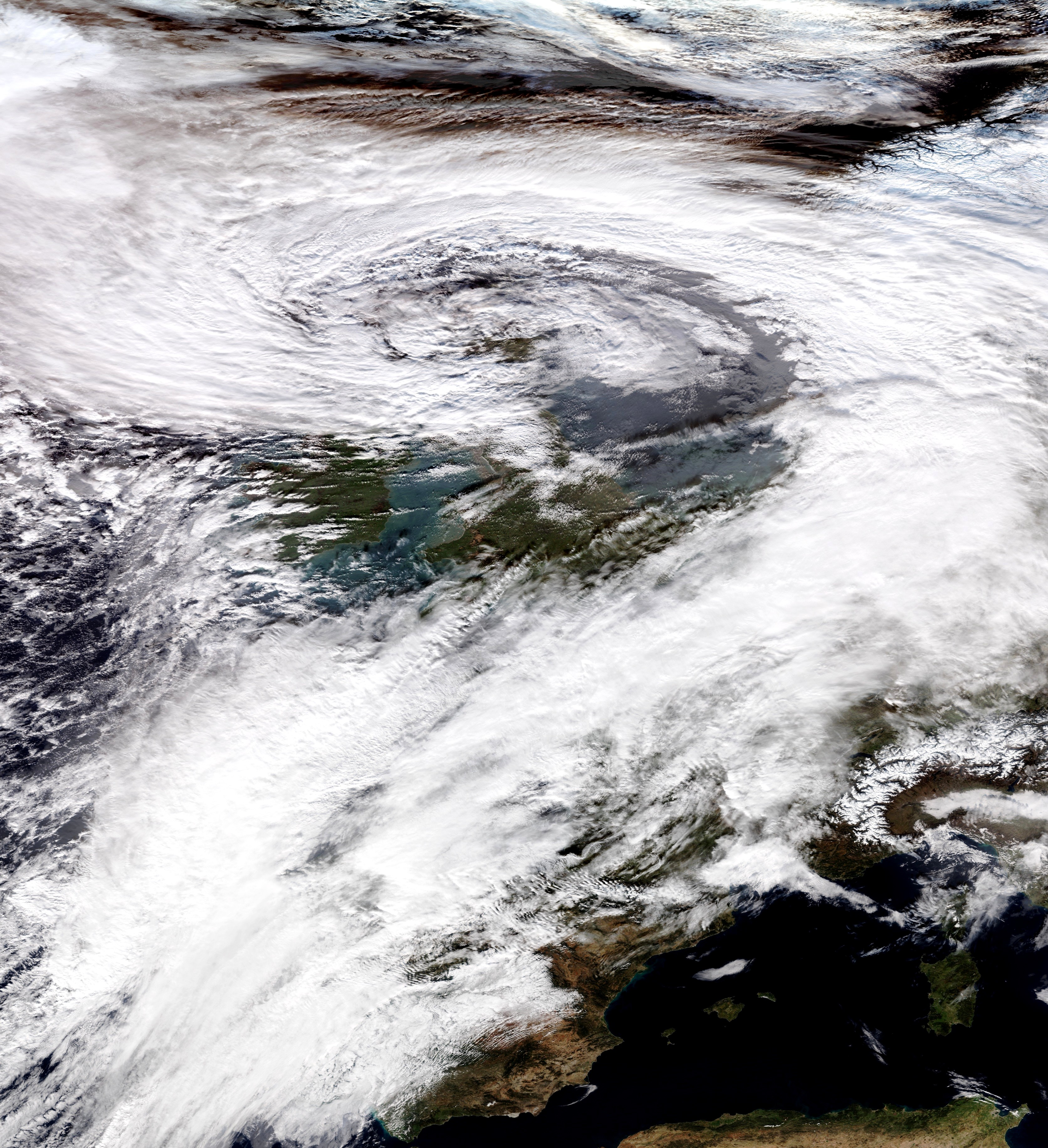
Éowyn

### Éowyn
Artigo: Tempestade Éowyn
Em 21 de janeiro de 2025O Met Office britânico atribui o nome Éowyn  ,  ,  , da lista de nomes do grupo "Europa Ocidental" .
O21 de janeiro de 2025O JCC avaliou a depressão ( Atlantic Depression Five ) , detectada no nordeste da Flórida , como sendo impulsionada pelos ventos mais poderosos já registrados .  A Irlanda experimentou seu recorde de velocidade do vento: 183  km/h ( 114 mph) registrados na costa oeste em 24 de janeiro de 2025. 800.000 casas ficaram sem energia, e a tempestade também afetou o Reino Unido (Irlanda do Norte e Escócia). Um total de 500 voos foram cancelados.  ,  Árvores caíram em estradas, bloqueando o tráfego, e os serviços ferroviários foram interrompidos.  ,  A Irlanda do Norte e partes do centro e sul da Escócia foram colocadas em alerta vermelho a partir de 23 de janeiro devido a ventos de 130  km/h (80 mph) .  De acordo com o Irish Independent , foi a tempestade mais violenta desde o furacão Debbie em 1961.  Em 27 de janeiro, aproximadamente 200.000 casas ainda estavam sem energia. A União Europeia enviou treze geradores de energia de sua reserva estratégica baseada na Polônia , e a Dinamarca enviou quatro . 
A Futura Sciences observa que uma rajada de 183  km/h está dentro da faixa de vento sustentado de um furacão de categoria 3 na escala Saffir-Simpson , mas rajadas, que são sempre maiores que ventos sustentados, não podem ser comparadas para qualificar a intensidade de uma tempestade sinótica  .
Hermínia
O24 de janeiro de 2025A agência espanhola AEMET atribui o nome Herminia  ,  ,  , da lista de nomes do grupo "Sudoeste da Europa" .

### Ivo
Uma baixa de superfície se formou por volta das 18h00   UTC em26 de janeirosobre a Nova Escócia sob uma forte circulação zonal  . O27 de janeiroO organismo português IPMA atribuiu-lhe o nome de Ivo  ,  ,  ,  , da lista de nomes do grupo “Sudoeste da Europa” . O sistema evoluiu rapidamente em direcção a leste, apresentando vários centros secundários de baixa pressão próximos do núcleo principal que atingiram uma pressão central de 984  hPa  .
Às 0000   UTC do dia 29 , o centro de Ivo estava localizado a sudoeste da Irlanda e estava começando a enfraquecer .  No entanto, uma depressão de nível superior começou a se aprofundar ainda mais devido à rápida ciclogênese secundária na região de Brest no final do dia, com o centro principal se movendo através do Golfo da Biscaia .  No dia 30, a tempestade completou sua oclusão e enfraqueceu rapidamente ao cruzar o Mediterrâneo . 
Na Península Ibérica , a frente fria provocou chuvas intensas, ainda mais intensas nas principais serras e na Galiza , acompanhadas de trovoadas e granizo, transformando-se em neve acima dos 1.000  m . As rajadas atingiram a força de furacão nas zonas expostas. Após a passagem da frente, o nível de neve localmente desceu para os 600 m  .

### Coral
O18 de fevereiro de 2025A agência israelita IMS atribui o nome Coral  ,  ,  , da lista de nomes no grupo "Mediterrâneo Oriental" . Em vez do termo "tempestade", o IMS chama a este grande evento de "onda de frio"  .

### Jana
O6 de março de 2025A agência espanhola AEMET atribui o nome Jana  ,  , da lista de nomes do grupo "Sudoeste da Europa".

### Konrad
O10 de março de 2025A agência portuguesa IPMA atribui o nome Konrad  ,  , da lista de nomes do grupo “Sudoeste Europeu” .

### Laurence
O14 de março de 2025A agência portuguesa IPMA atribui o nome Laurence  ,  ,  ,  , da lista de nomes do grupo “Sudoeste Europeu” .

### Martinho
O18 de março de 2025A agência portuguesa IPMA atribui o nome Martinho  ,  ,  , da lista de nomes do grupo “Sudoeste Europeu” .

### Nuria
O1 de abril de 2025A agência espanhola AEMET atribui o nome Nuria  ,  ,  , da lista de nomes do grupo "Sudoeste da Europa" .

### Olivier
O7 de abril de 2025A agência espanhola AEMET atribui o nome Olivier  ,  , da lista de nomes do grupo "Sudoeste da Europa" .

### Hans
O16 de abril de 2025, a agência italiana MeteoAM atribui o nome Hans  ,  , da lista de nomes do grupo "Mediterrâneo Central" .

### Ines
O15 de maio de 2025, a agência italiana MeteoAM atribui o nome Ines  ,  , da lista de nomes do grupo "Mediterrâneo Central" .

### Floris
Floris é uma tempestade ativa [em 03/08/25] que está se aproximando das Irlandas e Reino Unido. O Met Office nomeou a tempestade em 1º de agosto e emitiu um alerta âmbar  no dia 03 (moderado) para a Irlanda do Norte, norte do País de Gales e norte da Inglaterra e a Escócia, prevendo rajadas de vento mais de 120 km/h na costa e partes altas deste último país e de 80 a 100/km nas outras regiões de alerta. Além dos ventos, chuvas fortes estavam previstas no norte e oeste da Escócia, esperando-se entre 50 a 60 mm em menos de 24 horas. Nas outras áreas em alerta, as chuvas devem ficar entre 20 e 30 mm. 